# Ванилица
Ванилица је врста традиционалног ситног колача у Србији, често присутан при прославама крсних слава, Нове године, Божића... Колач је проглашен за најбољи ситни колач на свету према истраживању кулинарског сајта Food52.com. У појединим деловима Србије користе се за ванилице и следећи називи: вормице, пољупци...

## Рецепт
Не постоји тачан рецепт за прављење овог надасве једноставног колача, који у свим варијантама садржи три основне намирнице брашно, маст и шећер. У скорије време се појавила варијанта посног колача, где се уместо масти користи маргарин и без јаја.
Рецепт који је овим колачићима донео титулу, потребно је за 60 ванилица:
- 200 грама шећера у праху,
- 1 махуна ваниле исечена на комадиће,
- 300 грама масти,
- 250 грама кристал шећера,
- једно јаје,
- 2 жуманца,
- сок од једног лимуна,
- једна кашичица фино рендане лимунове корице,
- 250 грама млевених ораха,
- 600 грама брашна и
- џем или мармелада (шипак, кајсија, шљива...)

Неколико дана унапред, пре прављења, помешати шећер у праху са исеченом махуном ваниле и затворити у кутију, како би се добио ванилин шећер. У чинији помешати маст са кристал шећером док не се добије крем. Умути јаје, жуманца, лимунов сок и лимунову корицу, додати орахе и брашно и мутити док не се добије уједначено тесто. Покрити га и хладити у фрижидер бар три сата или током ноћи.
Угрејати рерну на 180°c, ставити тесто на добро побрашњену радну површину и разваљати на дебљину од око пола центиметра. Обложити два плеха папиром за печење и уз помоћ мале модле вадити ванилице и ређати их размакнуте у плехове, а затим их пећи око 12 минута, тако да остану беле и пустити да се охладе на тепсији око пет минута. Затим их пребацити на решетку или равну површину док се потпуно не охладе.
Када су потпуно хладни, сваки кексић намазати џемом и поклопити другим кексићем. Сваки тако добијен „сендвич” добро уваљати у ванилин шећер, ставити их у лимену кутију и чекати један до два дана пре сервирања (ако се не поједе пре тога).

## Гранцле
Основни рецепт за ванилице не садржи орахе, већ су ванилице препознатљиве по својој изразито белој боји. Гранцле су старинска верзија ванилица у којима су, поред састојака од којих се праве ванилице, ораси доминантан део. Ова варијанта рецепта одликује се хрскавошћу, служи се почевши од другог дана после прављења и може да стоји неколико дана на собној температури.